# Бамматбекюрт
Бамматбекюрт (чечен. Бамматбек-Йурт) — посёлок Хасавюрта (в прошлом село в Хасавюртовском районе), республика Дагестан, Россия.

## Население
Мононациональный (99 % из 4-тысячного населения) чеченский посёлок в черте города Хасавюрта, к северо-востоку от центра. В состав посёлка входит 18 улиц.

## История
По утверждению царского офицера Д.-М. Шихалиева, Бамматбекюрт (Баметбек-юрт). 
Населённый пункт пришёл в запустение в начальный период Кавказской войны в 1830-е годы. 
В 1883 году чеченское село, . В селе располагались мечеть и школа.
По данным на 1914 г. чеченское селение Баммат-Бек-Юрт состояло из 43 дворов, во владении находилось 526 десятин земли, в том числе 230 — удобной и 130 — леса. В административном отношении подчинялось Бата-Юртовскому сельскому правлению Хасав-Юртовского округа Терской области. В 1929 г. в состав Хасав-Юртовского сельского совета Хасав-Юртовского района, состояло из 56 хозяйств.
Ныне населен в основном чеченцами и влился в город Хасавюрт.